# بلومینگتن (میزوری)
بلومینگتن (به انگلیسی: Bloomington) یک منطقهٔ مسکونی در ایالات متحده آمریکا است که در شهرستان مکون، میزوری واقع شده‌است. بلومینگتن ۲۵۰٫۸۵ متر بالاتر از سطح دریا واقع شده‌است.